# Wilhelm Olbers Focke
Pour les articles homonymes, voir Focke.
Wilhelm Olbers Focke (Brême, 5 avril 1834-Brême, 29 septembre 1922), est un médecin et botaniste allemand. 

## Biographie
En 1881, il publie un important travail sur la culture sélective des plantes intitulé Die Pflanzen-Mischlinge, Ein Beitrag zur Biologie der Gewächse (Les hybrides végétaux, contribution à la biologie des plantes) qui, pour la première fois, mentionne les découvertes de Gregor Mendel sur l'hybridation. Charles Darwin possédait le livre de Focke mais ne semble pas l'avoir lu.
La redécouverte du travail de Mendel est généralement considérée comme ayant eu lieu dans les premières années du XXe siècle, pourtant il est mentionné dix-fois dans Die Pflanzen-Mischlinge. Malgré tout, Focke ne s'est pas rendu compte du potentiel des travaux de Mendel. 
Parallèlement à l'hybridation, Focke a analysé les phénomènes non mendéliens d'hybrides greffés, de pseudogamie et de la xénie.
En 1889, il a mené une enquête sur l'apparition du paludisme dans le nord de l'Allemagne. Il a également fait des recherches sur la taxonomie du Rubus (Rosaceae) et a publié plusieurs études sur le sujet (1877-1914). Il a écrit de nombreuses monographies pour Adolf Engler et Karl Anton Eugen Prantl dans leur Die Natürlichen Pflanzenfamilien (en) concernant la famille des rosacées et ce qui concerne les plantes fruitières de cette famille.
Une grande partie de ses autres travaux a été publiée dans le périodique brêmois Abhandlungen: Naturwissenschaftlicher Verein zu Bremen.